# Bund Deutscher Neupfadfinder
Der Bund Deutscher Neupfadfinder (BNP) war ein kleinerer, völkisch ausgerichteter Pfadfinderbund, der von 1921 bis 1925 existierte. Durch seine inhaltliche Ausrichtung und die Experimentierfreudigkeit seiner Führer erlangte er eine weit über die bloße Mitgliederzahl hinausgehende Bedeutung innerhalb der Bündischen Jugend. Einzelne Elemente davon wirken bis heute in der deutschen Pfadfinderbewegung fort. Führer des BNP war der evangelische Pfarrer Martin Voelkel.

## Geschichte des Bundes Deutscher Neupfadfinder
Im Jahr 1919 entstanden innerhalb des Deutschen Pfadfinderbund (DPB) mehrere Erneuerungsbewegungen, deren bayerischer Zweig im August 1919 zum „Deutschen Pfadfindertag“ auf Schloss Prunn im Altmühltal lud. Dort erklärten sich die hauptsächlich aus Süddeutschland stammenden Teilnehmer zu „neudeutschen Pfadfindern“. Wenig später trafen sich Berliner und Brandenburger Pfadfinderführer in Berlin zu einer Tagung, wo sie einen Zusammenschluss der „jungdeutschen Pfadfinder“ gründeten. Beide Gruppierungen lehnten das starre und militärische System des DPB ab und orientierten sich in ihrer Arbeit stärker am Wandervogel und der Freideutschen Jugend. Stattdessen verfolgten sie ein ins Mystische gehende Idealbild eines Ritterordens und von individueller Ritterschaft, die ähnlich auch innerhalb der Bündischen Jugend zu finden waren. Auch die eindeutig deutsch-völkische Ausrichtung teilten die Reformgruppen mit der Mehrheit der bündischen Organisationen.
Diese Erneuerer innerhalb des DPB schlossen sich Pfingsten 1920 in Naumburg unter kurzzeitiger Einbeziehung der Ringpfadfinder zusammen. Zunächst verblieben sie im DPB, als aber die Konflikte um die unterschiedlichen Arbeits- und Organisationsformen eskalierten, wurden ihre Anführer Ende 1920 aus dem DPB ausgeschlossen. Mit ihren Anhängern gründeten sie Anfang 1921 den Bund Deutscher Neupfadfinder. Die Ringpfadfinder verblieben bis 1922 im DPB. Prägend für den neuen Bund war das bereits 1919 formulierte „Prunner Gelöbnis“, das 1920/21 durch weitere Texte ausformuliert wurde.

„Wir Pfadfinder wollen jung und fröhlich sein und mit Reinheit und innerer Wahrhaftigkeit unser Leben führen.
Wir wollen mit Rat und Tat bereit sein, wo immer es gilt, eine gute und gerechte Sache zu fördern.
Wir wollen unseren Führern, denen wir Vertrauen schenken, Gefolgschaft leisten.“

Erster Kanzler des Bundes der Neupfadfinder wurde 1920 Franz Ludwig Habbel (1894–1964).
Nach einer kurzen Phase des inneren Aufbaus wandte sich die Führerschaft der Neupfadfinder einem neuen Projekt zu: Sie entwickelte verschiedene Entwürfe zum Zusammenschluss der verschiedenen Wandervogel- und Pfadfinderbünde zu einem gemeinsamen „Hochbund“.
Ende 1925 schlossen sich der BNP und der Bund der Ringpfadfinder zum Großdeutschen Pfadfinderbund zusammen. Aus diesem entstand 1926 nach dem Zusammenschluss mit mehreren Wandervogelbünden der Bund der Wandervögel und Pfadfinder, die spätere Deutsche Freischar. Viele Elemente der Arbeit der Neupfadfinder wurden im Bund der „Sturmtrupp-Pfadfinder, eine Deutsche Waldritterschaft“ fortgeführt.

## „Der Weiße Ritter“-Verlag und die „Bücher der Waldverwandtschaft“
Schon Anfang 1919 wurde von bayerischen Pfadfinderführern in Regensburg der Verlag Der Weiße Ritter gegründet, der später seinen Namen in Ludwig-Voggenreiter-Verlag änderte. In diesem Verlag erschienen verschiedene Zeitschriften, die nicht nur in den Bund Deutscher Neupfadfinder, sondern auch in die gesamte bündische Jugend wirkten.
Hervorzuheben ist hier vor allem die Buchreihe Bücher der Waldverwandtschaft. In ihr wurden mehrere Titel von John Hargrave veröffentlicht, einem englischen Autor und Jugendführer, der ein europäisches Pendant zur ursprünglich amerikanischen Woodcraft-Bewegung gründete, das britische Kibbo Kift.

## Stammeserziehung und Lager
Aufbauend auf diesen Büchern wurde im BNP das Prinzip der Stammeserziehung entwickelt und erprobt. Es löste die stark am englischen Scoutismus orientierte bisherige Gliederung der Pfadfindergruppen mit ihren militärischen Einheitsbezeichnungen und das damit einhergehende Erziehungsmodell ab. An die Stelle der Fähnlein traten die Sippen, aus den Korps wurden Stämme. Wesentlicher aber war die Betonung der gegenseitigen Erziehung von Jugendlichen in ihren Gruppen, auf die Erwachsene nur noch geringen Einfluss hatten.
Mit der Stammeserziehung wurde auch das Lager als Ort der Erziehung in der Pfadfinderbewegung verankert. Es trat an die Stelle der bisherigen am Militär orientierten Übungen. Wenig später wurde es durch die aus der Wandervogelbewegung stammende Fahrt ergänzt.

## Bekannte Mitglieder
- Werner Heisenberg, Physiker
- Claus Graf Schenk von Stauffenberg, Berufssoldat und Widerstandskämpfer gegen das NS-Regime